# Fourou
Fourou est une ville, chef-lieu de la commune rurale du même nom, dans le cercle de Kadiolo, région de Sikasso au Mali.
En 2017, la population de la commune était de 53 942 habitants, celle de la ville de Fourou de ?habitants.
La commune est composée de 23 villages (Fourou, Lassiribougou, Louguelé, Noularma, Bala, Ouatialy, N’Golpéné, Galamakourou, Sinty, Kamberké, Katiorrni, Gouéné, Finkolo, Tenbleni, Dièou, Banaso, Piama, Syama, Fouguélé, Torokoro, Lollè, Baloulou, Glambéré) et cinq hameaux de culture (Kapalaka, Taboroni, Alhamoudoulaye, Zèguèrè, Naziédougou et Nigolasso).

## Géographie
La commune couvre une superficie de 1 400 km2.
Le climat est de type soudanien avec une alternance d’une saison sèche de novembre à avril avec des vents venant du Sahara (Harmattan) et d’une saison des pluies de mai à octobre avec des vents venant du Golfe de Guinée.
Le relief est accidenté avec des collines. La commune est arrosée par quelques cours d’eau dont les plus importants sont le Bagoué et le Banifing.
Les principaux arbres sont le néré, le karité, le baobab africain et le caïlcédrat. Une forêt classée de 14 184 ha est située dans le village de Kamberkè.

## Histoire
Louis-Gustave Binger qui visite le village en décembre 1887 décrit ainsi ses habitants : « Les mœurs sont très légères à Fourou : nous y étions à peine depuis trois jours, que tous mes hommes étaient en possession d'une amie au vu et au su de tout le monde. Contrairement à ce qui se passe dans nos pays civilisés, une jeune fille qui a un enfant n'est pas déconsidérée chez les Siène-ré : au contraire, elle trouve plus facilement à se marier, puisqu'on est sûr qu'elle n'est pas stérile ».
Il décrit ensuite les cases du village : « Les cases servant d'habitation sont, ou rondes à toit de chaume, ou carrées avec toit plat, mais moins bien soignées que celles des Bambara que j'ai vues à Sanancoro. L'extérieur n'est pas ornementé du tout ; à l'intérieur seulement il y a quelques dessins en relief, parmi lesquels la tête de bœuf domine » .
Il quitte la ville le 12 janvier 1888 .

## Économie
L’économie de la commune est basée essentiellement sur l’agriculture (coton, maïs, sorgho, mil) et l’élevage, mais aussi le petit commerce, l’artisanat, la pêche et la cueillette.
Au milieu des années 1990, l'économie locale s'est développée sous l'impulsion de l'activité d’extraction de l'or pratiquée à la mine d'or de Syama par la compagnie américaine BHP, ce qui a permis l'utilisation d'une main d'œuvre locale et fortement contribué à la réalisation d'infrastructures et à la création de pôles économiques connexes.
Après une fermeture de quelques années, la mine fut rouverte par le consortium SOMISY SA.

## Politique
| Année | Maire élu        | Parti politique |
| ----- | ---------------- | --------------- |
| 2004  | Ousmane Ouattara | Rpm             |
| 2009  | Salifou Koné     |                 |

## Personnalité native de Fourou
- Kafougouna Koné, ministre de l'Administration territoriale et des Collectivités locales depuis 2002 dans les gouvernements d'Ahmed Mohamed ag Hamani, d'Ousmane Issoufi Maïga et de Modibo Sidibé[6].